# Myrmica archaica
Myrmica archaica är en myrart som beskrevs av Meunier 1915. Myrmica archaica ingår i släktet rödmyror, och familjen myror. Inga underarter finns listade i Catalogue of Life.